# 京都橘大学
京都橘大学（きょうとたちばなだいがく、英語: Kyoto Tachibana University）は、京都府京都市山科区大宅山田町34番地に本部を置く日本の私立大学。1902年創立、1967年大学設置。

## 概観

### 大学全体
1902年に創立された「京都女子手藝学校」を起源とし、1967年に橘女子大学（文学部のみの単科女子大学）として開学。2005年に共学化して京都橘大学へ改称、京都府内の4年制大学では初の看護学部を設置。その後、現代ビジネス学部、健康科学部、発達教育学部、国際英語学部を相次いで開設。2018年には、健康科学部に作業療法学科と臨床検査学科を設置し、6学部13学科を擁する総合大学となる。2021年には、工学部、経済学部、経営学部が新設された。。

### 建学の精神
建学の精神は、「力を実業教育に注ぎて、将来自営独立の実力を得しめん」である。
京都女子手芸学校の創設者である中森孟夫は、青年時代、小学校で教鞭をとる傍ら、村の青年を集めて夜学を開き読み書きを教えていた。この経験のなかで中森は若者への教育の大切さに思い至る。そして、17歳で京都に遊学し、当時、近代化にとって不可欠な知識だった簿記を教える泰西簿記学校を23歳で設立。その後、女性が経済的に自立（自営独立）することの重要性を認識し「女子のための実業教育（技芸教育）の学校」として刺繍や裁縫を教える京都女子手芸学校を創設。後に中森は同校を離れるが、場所や校種は変えつつも生涯一貫して学校教育に力を注いだ。建学の精神には、こうした中森の想いが現れている。

### 大学名について
橘は日本固有の柑橘樹。京都橘学園の前身である京都女子手藝学校が京都御苑の西に位置したことから右近の橘に象り、「橘」と命名された。

### 理事長・学長・副学長[10]
理事長　片山傳生（2023年4月1日就任）
学長　岡田知弘（2025年4月1日就任）
副学長　阪本崇
副学長　東野輝夫

## 沿革
- 1902年（明治35年）5月2日 - 京都市上京区に京都女子手藝学校として創立。小学校教員講習部、師範学校予備女子部を併設
- 1904年（明治37年）10月 - 「女子大学設立予備」の目的をもって高等文学部を開設
- 1908年（明治41年）4月 - 財団法人となる
- 1909年（明治42年）11月 - 京都女子商業学校を併設
- 1910年（明治43年）3月 - 京都女子手藝学校を京都高等手藝女学校と改称
- 1943年（昭和18年）3月31日 - 中学校令による実業学校となる。二年制別科を設置
- 1944年（昭和19年）7月 - 京都女子商業学校が烏丸商業学校と合流転出
- 1947年（昭和22年）4月1日 - 新制中学校として中立売中学校認可
- 1948年（昭和23年）4月1日 - 新制高等学校として京都手芸高等学校認可。被服科を設置
- 1949年（昭和24年）4月1日 - 中立売中学校を京都手芸女子中学校に改称
- 1951年（昭和26年）3月6日 - 財団法人を学校法人京都たちばな女子学園に組織変更
- 1954年（昭和29年）9月1日 - 橘和洋裁学院設立認可
- 1957年（昭和32年）5月1日 - 京都手芸女子中学校を京都橘女子中学校へ、京都手芸高等学校を京都橘女子高等学校へ名称変更
- 1965年（昭和40年） - 大学の設立を決定
- 1967年（昭和42年）1月23日 - 橘女子大学として開学。文学部（英文学科・国文学科・歴史学科）を設置
- 1972年（昭和47年）4月1日 - 橘女子大学文学部の英文学科を英語英文学科へ名称変更
- 1974年（昭和49年）4月1日 - 京都橘女子中学校を生徒募集停止
- 1976年（昭和51年）5月15日 - 京都橘和洋裁専門学校設立認可
- 1985年（昭和60年）4月1日 - 高等学校、専門学校を京都市伏見区桃山町へ移転
- 1986年（昭和61年）4月1日 - 京都橘和洋裁専門学校を休校
- 1987年（昭和62年）3月31日 - 京都橘女子中学校を廃止
- 1988年（昭和63年）4月1日 - 橘女子大学を京都橘女子大学に名称変更
- 1992年（平成4年）12月3日 - 京都橘女子大学女性歴史文化研究所を開設
- 1993年（平成5年）10月20日 - 京都橘和洋裁専門学校を廃校
- 1994年（平成6年）4月1日 - 京都橘女子大学大学院を開設。文学研究科（歴史学専攻）を設置
- 1996年（平成8年）4月1日 - 大学院文学研究科に文学文化専攻を設置
- 1997年（平成9年）4月1日 - 文学部に文化財学科を設置
- 1999年（平成11年）4月1日 - 大学院文学研究科の歴史学専攻に博士後期課程を設置
- 2000年（平成12年）4月1日 - 文学部の英語英文学科を英語コミュニケーション学科に、国文学科を日本語日本文学科に名称変更。京都橘女子高等学校を京都橘高等学校に名称変更し、男女共学化
- 2001年（平成13年）4月1日 - 文化政策学部（文化政策学科）を設置
- 2002年（平成14年）4月1日 - 大学院文学研究科の文学文化専攻を言語文化専攻に、歴史学専攻を歴史学・文化財学専攻に名称変更
- 2003年（平成15年）4月1日 - 大学院文化政策学研究科（文化政策学専攻博士前・後期課程）を設置
- 2005年（平成17年）4月1日 - 学校法人京都橘女子学園を京都橘学園へ、京都橘女子大学を京都橘大学へ、京都橘女子大学大学院を京都橘大学大学院へ名称変更し、共学化。看護学部（看護学科）を設置。京都橘大学文化政策学部に現代マネジメント学科を設置。京都橘大学に看護実践異文化国際研究センターを設置
- 2007年（平成19年）4月1日 - 文学部に児童教育学科を設置。認定看護師教育課程（皮膚・排泄ケア分野）開講
- 2008年（平成20年）4月1日 - 現代ビジネス学部（都市環境デザイン学科）を設置（文化政策学部を名称変更、文化政策学部の文化政策学科を改組）。大学院に看護学研究科（看護学専攻修士課程）を開設
- 2009年（平成21年）4月1日 - 教職保育職支援室を設置
- 2010年（平成22年）4月1日 - 人間発達学部（児童教育学科、英語コミュニケーション学科）を設置（文学部の英語コミュニケーション学科、児童教育学科を改組）。京都橘中学校を開設
- 2011年（平成23年）4月1日 - 総合教育センターを設置
- 2012年（平成24年）4月1日 - 健康科学部（理学療法学科、心理学科、心理学科通信教育課程）を開設。京都橘大学の文学部に歴史遺産学科を開設（文学部の文化財学科を名称変更）。研究所・研究センターを総合学術推進機構（総合研究センター、女性歴史文化研究所、地域政策・社会連携推進センター、看護学部異文化交流・社会連携促進センター）に改組
- 2013年（平成25年）7月1日 - 心理臨床センター、地域連携推進室を設置
- 2014年（平成26年）4月1日 - 大学院看護学研究科に博士後期課程を設置（看護学研究科修士課程は博士前期課程に改変）
- 2015年（平成27年）4月1日 - 現代ビジネス学部に経営学科を設置（現代ビジネス学部の現代マネジメント学科を改組）
- 2016年（平成28年）4月1日 - 健康科学部に救急救命学科を設置。京都橘大学大学院に健康科学研究科修士課程を設置
- 2017年（平成29年）4月1日 - 国際英語学部（国際英語学科）、発達教育学部（児童教育学科）を開設（人間発達学部を改組）。大学院の文学研究科に歴史文化専攻（博士前期・後期課程）を設置（言語文化専攻、歴史学・文化財学専攻を改組）。大学院に現代ビジネス研究科を設置（文化政策学研究科博士前期課程を改組）
- 2018年（平成30年）4月1日 - 健康科学部に作業療法学科と臨床検査学科を開設。たちばな大路こども園（幼保連携型認定こども園）を設置
- 2019年（平成31年）4月1日 - 大学院現代ビジネス研究科に博士後期課程を設置
- 2021年（令和3年）4月1日 - 工学部（情報工学科、建築デザイン学科）、経済学部（経済学科）、経営学部（経営学科）を設置
- 2023年（令和5年）4月1日 - 総合心理学部（総合心理学科）を設置（健康科学部心理学科を改組）
- 2024年（令和6年）4月1日 - 大学院情報学研究科を設置

## 教育および研究

### 組織

#### 学部・学科[11]
- 国際英語学部
  - 国際英語学科
    - グローバルスタディーズ専攻
    - 国際共生専攻
- 文学部
  - 日本語日本文学科
    - 日本語日本文学コース
    - 国際日本文化コース
    - 書道コース

  - 歴史学科
    - 日本史コース
    - 世界史コース

  - 歴史遺産学科
    - 歴史遺産コース
    - 考古学コース
    - 美術工芸史コース
- 発達教育学部
  - 児童教育学科
    - 児童教育コース
    - 幼児教育コース
- 総合心理学部
  - 総合心理学科
    - 臨床心理学領域
    - 社会・産業心理学領域
    - 発達・教育心理学領域
    - 行動・脳科学領域
    - 健康・福祉心理学領域
- 経済学部
  - 経済学科
    - 経済学専攻
    - 現代社会専攻
- 経営学部
  - 経営学科
    - 経営学専攻
    - スポーツ経営学専攻
- 工学部
  - 建築デザイン学科
    - 建築デザイン領域
    - インテリアデザイン領域
    - 環境デザイン領域

  - 情報工学科
    - ソフトウェアデザインコース
    - ネットワークデザインコース
    - IoTシステムコース
    - メディアデザインコース
    - データサイエンスコース

  - ロボティクス学科 ※仮称、2026年4月開設予定（設置構想中）
- デジタルメディア学部 ※仮称、2026年4月開設予定（設置構想中）
  - デジタルメディア学科 
    - ビジュアルエンジニアリングコース
    - サウンドエンジニアリング＆クリエイションコース
    - ゲームクリエイションコース
    - ビジュアルクリエイションコース
- 看護学部
  - 看護学科
    - 保健師課程<選択制>
    - 助産師課程<選択制>
    - 養護教諭一種<選択制>
    - 履修証明プログラム】看護学コース
- 健康科学部
  - 心理学科 - 総合心理学部開設に伴い、2023年4月より学生募集停止
    - 臨床心理学領域
    - 社会・産業心理学領域
    - 発達・教育心理学領域
    - 行動神経科学領域

  - 理学療法学科
    - ヘルスプロモーションコース
    - スポーツ・運動器傷害コース
    - 脳・神経障害コース

  - 作業療法学科
    - 地域の医療と福祉コース
    - こころと子どもの支援コース

  - 救急救命学科
  - 臨床検査学科
    - 細胞検査士コース<選択制>

  - 臨床工学科 ※仮称、2026年4月開設予定（設置構想中）
  - 心理学科通信教育課程（たちばなエクール）
    - 臨床心理学領域
    - 社会・産業心理学領域
    - 発達・教育心理学領域
    - 行動神経科学領域
    - 科目等履修生
      - 心理学コース
      - 社会・産業心理学コース
      - 発達・教育心理学コース
      - 行動神経科学コース
      - 心理学基礎コース
      - 看護学コース
- 現代ビジネス学部 - 工学部・経済学部・経営学部設置に伴い募集停止
  - 経営学科
    - 企業経営コース
    - 情報ビジネスコース
    - 金融コース
    - 公共経営（公務員・消防・警察官）コース
    - 医療経営（医療事務・診療情報管理士）コース
    - グローバルビジネスコース

  - 都市環境デザイン学科
    - 建築・インテリアコース
    - 観光ビジネスコース
    - 公共政策（公務員・消防・警察官）コース

#### 大学院[12]
- 文学研究科
  - 歴史文化専攻（博士前期課程・博士後期課程）
- 現代ビジネス研究科
  - マネジメント専攻（博士前期課程・博士後期課程）
- 看護学研究科
  - 看護学専攻（博士前期課程・博士後期課程）
- 健康科学研究科
  - 健康科学専攻（博士前期課程・博士後期課程）
- 情報学研究科
  - 情報学専攻（修士課程）

#### 付属機関
- 教育開発・学習支援室
- 共通教育推進室
- 地域連携センター
- 生命健康科学研究センター
- 女性歴史文化研究所
- 情報学教育研究センター
- 国際センター
- 看護教育研修センター
- 心理臨床センター
- 健康科学教育研修センター
- 教職保育職支援センター
- 公務員試験支援センター
- スポーツ振興センター
- 学生健康支援・相談センター

## 交通アクセス[13]
- 京阪バス 「京都橘大学」下車すぐ。
  - 山科駅・京阪山科駅から京阪バスによる直通系統16分、26A系統18分
  - 京都駅八条口から京阪バス直通系統・303系統・301系統・305系統。いずれも25分前後。
  - 丹波橋駅東バス停から京阪バス京都橘大学急行線直通9系統35分
  - 六地蔵駅から京阪バス京都橘大学急行線直通9系統20分。
- 京阪バス「大宅中学校（京都橘大学下）」下車徒歩。
- 椥辻駅から徒歩約15分。

## 系列学校
- 京都橘中学校・高等学校

## 大学関係者と組織

### 大学関係者一覧

#### 著名な出身者

##### 芸能
- 橋本小雪（日本エレキテル連合）[14]
- 押しだしましょう子（お笑いタレント）[15]
- 桂二葉（上方噺家）[16]
- 吉岡里帆（女優）※3年次まで在籍[17]
- 萩田詩乃（アナウンサー）[18]

##### バレーボール
- 高橋千晶[19]
- 日高萌[20]
- 津賀菜緒[21]
- 山下遥香[22]
- 小松原凜香